# Кастеллуккйо
Кастеллуккйо (італ. Castellucchio) — муніципалітет в Італії, у регіоні Ломбардія, провінція Мантуя.
Кастеллуккйо розташоване на відстані близько 400 км на північ від Рима, 120 км на схід від Мілана, 12 км на захід від Мантуї.
Населення — 5238 осіб (2014).
Щорічний фестиваль відбувається 23 квітня. Покровитель — святий Юрій.

## Демографія
Населення за роками:

Станом на 1 січня 2023 року в муніципалітеті офіційно проживало 712 іноземців з 34 країн, серед них 106 громадян країн Євросоюзу та 16 громадян України.

## Уродженці
- Даніло Мартеллі (*1923 — †1949) — відомий у минулому італійський футболіст, півзахисник, нападник.

## Сусідні муніципалітети
- Куртатоне
- Гацольдо-дельї-Іпполіті
- Маркарія
- Родіго